# Justo Fidel Palacios
Justo Fidel Palacios è un comune (corregimiento) della Repubblica di Panama situato nel distretto di Tolé, provincia di Chiriquí. Si estende su una superficie di 25,8 km² e conta una popolazione di 656 abitanti (censimento 2010).